# Cryptothelypterus obrieni
Cryptothelypterus obrieni is een keversoort uit de familie harige schimmelkevers (Cryptophagidae). De wetenschappelijke naam van de soort werd in 1991 gepubliceerd door Richard Leschen & Lawrence.